# 龚宇
龚宇（1968年6月12日—），男，北京人，中国企业家，爱奇艺创始人、CEO。

## 生平
1968年生于北京，毕业于清华大学，获自动控制理论及应用专业博士学位。曾历任无限讯奇(12580) 总裁兼首席运营官；搜狐公司高级副总裁、首席运营官；中国大型综合门户网站焦点网创始人、总裁兼首席执行官，美国影立驰技术公司的中国独资公司创始人、总经理。2010年1月，百度宣布投资组建独立高清正版视频网站奇艺，龚宇出任首席执行官；2013年，百度收购PPS，视频业务与爱奇艺合并，龚宇担任新爱奇艺公司创始人、CEO；2018年担任《偶像练习生》出品人、2019年担任《青春有你1》出品人、2020年担任《青春有你2》出品人。

## 荣誉
| 年份   | 獲提名 | 獎項                         | 結果 |
| ------ | ------ | ---------------------------- | ---- |
| 2017年 |        | 被评选为2017十大经济年度人物 | 獲獎 |